# Temnora funebris
Temnora funebris là một loài bướm đêm thuộc họ Sphingidae. Loài này có ở Forests from West Africa to Congo, Uganda, Tanzania và Zimbabwe.
Chiều dài cánh trước khoảng 23–29 mm. Nó rất giống loài Temnora marginata.